# Велоспорт на летних Олимпийских играх 1948
Соревнования по велоспорту на летних Олимпийских играх 1948 года проводились только среди мужчин.

## Общий медальный зачёт
| Место | Страна         | Золото | Серебро | Бронза | Всего |
| ----- | -------------- | ------ | ------- | ------ | ----- |
| 1     | Франция        | 3      | 0       | 2      | 5     |
| 2     | Италия         | 2      | 1       | 0      | 3     |
| 3     | Бельгия        | 1      | 1       | 1      | 3     |
| 4     | Великобритания | 0      | 3       | 2      | 5     |
| 5     | Нидерланды     | 0      | 1       | 0      | 1     |
| 6     | Дания          | 0      | 0       | 1      | 1     |

## Медалисты
| Дисциплина                             | Золото                                                            | Серебро                                                                       | Бронза                                                                        |
| -------------------------------------- | ----------------------------------------------------------------- | ----------------------------------------------------------------------------- | ----------------------------------------------------------------------------- |
| Велошоссе Групповая гонка              | Жозе Бейяр Франция                                                | Геррит Вортинг Нидерланды                                                     | Лоде Ваутерс Бельгия                                                          |
| Велошоссе Командная гонка              | Бельгия · Леон Делатаувер · Эйгене ван Росбрук · Лоде Ваутерс     | Великобритания · Роберт Мейтленд · Иан Скотт · Гордон Томас                   | Франция · Жозе Бейяр · Жак Дюпон · Ален Муэно                                 |
| Велотрек Гит 1000 м                    | Жак Дюпон Франция                                                 | Пьер Ниан Бельгия                                                             | Томми Годвин Великобритания                                                   |
| Велотрек Спринт                        | Марио Гелла Италия                                                | Реджинальд Харрис Великобритания                                              | Аксель Скандорфф Дания                                                        |
| Тандем                                 | Италия · Ренато Перона · Фердинандо Теруцци                       | Великобритания · Алан Бэннистер · Реджинальд Харрис                           | Франция · Гастон Дрон · Рене Фай                                              |
| Велотрек Командная гонка преследования | Франция · Фернан Деканали · Пьер Адам · Серж Блюссон · Шарль Кост | Италия · Рино Пуччи · Арнальдо Бенфенати · Гвидо Бернарди · Ансельмо Читтерио | Великобритания · Томми Годвин · Уилфрид Уотерс · Алан Гелдард · Дэвид Рикеттс |